# Přední Poříčí
Přední Poříčí je vesnice, část města Březnice v okrese Příbram ve Středočeském kraji. Rozkládá se na pravém břehu řeky Skalice, asi dva kilometry severozápadně od Březnice. Vesnicí prochází silnice I/19; poblíž probíhá též železniční trať Březnice – Rožmitál pod Třemšínem a železniční trať Zdice–Protivín. Přední Poříčí je také název katastrálního území o rozloze 3,6 km². V katastrálním území Přední Poříčí leží i Zadní Poříčí.

## Historie
První písemná zmínka o vesnici pochází z roku 1318.

## Obyvatelstvo
| Rok            | 1869 | 1880 | 1890 | 1900 | 1910 | 1921 | 1930 | 1950 | 1961 | 1970 | 1980 | 1991 | 2001 | 2011 | 2021 |
| -------------- | ---- | ---- | ---- | ---- | ---- | ---- | ---- | ---- | ---- | ---- | ---- | ---- | ---- | ---- | ---- |
| Počet obyvatel | 166  | 170  | 154  | 151  | 144  | 139  | 112  | 82   | 78   | 89   | 79   | 73   | 55   | 45   | 49   |
| Počet domů     | 23   | 25   | 25   | 25   | 26   | 25   | 24   | 24   | 40   | 19   | 18   | 24   | 25   | 24   | 24   |

## Obecní správa
Při sčítání lidu v letech 1850–1964 Přední Poříčí bylo samostatnou obcí, se kterým patřilo nejprve do okresu Blatná, ale od roku 1960 v okrese Příbram. Od 14. června 1964 je částí města Březnice v okrese Příbram. V letech 1850–1876 k obci patřily Namnice a Oslí a v letech 1850–1964 takè Zadní Poříčí.